# Més que amics
 Més que amics  (Keeping the faith) és una pel·lícula estatunidenca d'Edward Norton estrenada el 2000 i doblada al català.

## Argument
Amb 13 anys, Jake, Brian i Anna eren inseparables. Un dia, Anna ha de marxar de Nova York per seguir els seus pares, i els nois continuen la seva amistat. Adults, Jake s'ha convertit en rabí i Brian prevere. Quan Anna torna setze anys més tard, els sentiments dels uns i dels altres es trastornen.

## Repartiment
- Jenna Elfman: Anna
- Ben Stiller: el rabí Jacob "Jake" Schram
- Edward Norton: el pare Brian Finn
- Anne Bancroft: Ruth Schram
- Miloš Forman: Father Havel
- Eli Wallach: Rabbi Ben Lewis
- Holland Taylor: Bonnie Rose
- Lisa Edelstein: Ali Decker
- Rena Sofer: Rachel Rose
- Bodhi Elfman: Howard
- Brian George: Paulie Chopra
- Ron Rifkin: Larry Friedman

## Al voltant de la pel·lícula
- Miloš Forman fa un cameo.[3]
- La pel·lícula està dedicada a la mare d'Edward Norton.[3]
- Stuart Blumberg, productor i guionista de la pel·lícula, és a més Len en la pel·lícula.[3]
- En els agraïments apareix "Salmita Bonica", una referència a Salma Hayek, en aquells dies promesa d'Edward Norton.[4]
- Primera pel·lícula dirigida per l'actor Edward Norton.